# Oxymercurering-reductie
De oxymercureringreactie is een elektrofiele organische additiereactie die een alkeen omzet in een alcohol. Het alkeen reageert met een kwik(II)-zout, doorgaans kwik(II)acetaat in waterig milieu. Dit zorgt netto voor de additie van een kwikacetaat- (HgOAc) en een hydroxylgroep. Belangrijk is dat gedurende deze reactie geen carbokation als intermediair gevormd wordt, waardoor er geen omleggingen kunnen plaatsvinden. Er is ook, in tegenstelling tot andere addities van water, geen zure katalysator vereist.
Indien een oxymercureringreactie gevolgd wordt door een demercurering (waarbij de kwikgroep verwijderd wordt) spreekt men van een oxymercurering-reductiereactie, die in de praktijk bijna altijd wordt uitgevoerd.

## De oxymercurering
In de eerste stap fungeert het positief geladen kwik(II)ion als elektrofiel, dat wordt aangevallen door de pi-elektronen van de dubbele binding, waarbij een acetaation wordt afgestoten. Het gevormde intermediair is het cyclische mercurinium-ion, analoog aan het halogenium-ion dat gevormd wordt tijdens de additie van halogenen, wat verklaart waarom er nooit omleggingen plaatsvinden, wat wel kan gebeuren als de kwikacetaatgroep zich aan slechts één koolstofatoom zou binden en een carbokation op het andere zou vormen.
In de daaropvolgende stap wordt de ring geopend door een nucleofiel, doorgaans water. Deze stap is regioselectief volgens de regel van Markovnikov, gezien het nucleofiel bij voorkeur het meest gesubstitueerde koolstofatoom aanvalt. Het is mogelijk dit te verklaren door het cylcisch mercurinium-ion te beschouwen als het gewogen gemiddelde van een aantal resonantiestructuren, waarbij soms de kwikacetaatgroep met slechts één koolstofatoom gebonden is, en het andere een carbokation is. Gezien een carbokation stabieler is naarmate het verbonden is met meer alkyl-substituenten (doordat de alkylgroepen elektronenduwend zijn en door hyperconjugatie een gedeelte van de lading spreiden), zal de resonatievorm met de positieve lading op het meest gesubstitueerde koolstofatoom meer bijdragen aan de werkelijke structuur van het geheel. Het meest gesubstitueerde koolstofatoom zal dus een partieel positieve lading hebben, wat de aanval van het nucleofiel verklaart.
Deze stap is ook stereoselectief: de additie van het nucleofiel is een anti-additie, wat betekent dat deze langs de andere kant van het vlak aanvalt. Dit is te verklaren aan de hand van de sterke sterische hindering veroorzaakt door de kwikacetaatgroep.
In de derde stap zal het vrije acetaation uit de eerste stap de pas gevormde geprotoneerde hydroxylgroep aanvallen, een proton opnemen en azijnzuur vormen. Een geprotoneerd alcohol is namelijk een veel sterker zuur dan azijnzuur, en het evenwicht van de reactie ligt sterk in de richting van het zwakste zuur.

## Oxymercurering-reductiereactie
Zoals eerder vermeld volgt er op de oxymercurering in de praktijk altijd een reductie. Hierbij wordt het product van de oxymercurering behandeld met natriumboorhydride (NaBH4) in basisch milieu. In deze demercurering wordt de relatief zwak gebonden kwikacetaatgroep vervangen door een waterstofatoom afkomstig van de hydride in een niet-stereoselectieve reactie die een reductieve eliminatie genoemd wordt. Het exacte mechanisme van de reactie is nog niet geheel geweten.
Netto is de oxymercurering-reductiereactie dus de additie van water over de dubbele binding. Omdat de reductiereactie niet stereoselectief is blijft de stereochemie uit de oxymercurering niet behouden.

## Opmerkingen
- Het is ook mogelijk om een alcohol als nucleofiel te gebruiken in de reactie. Volgens een analoog mechanisme wordt bij deze alkoxymercurering een ether gevormd.
- Een analoge reactie kan ook op een alkyn worden uitgevoerd. Na de additie van water wordt er een enol gevormd, dat dan hoofdzakelijk tautomeriseert tot een keton (volgens de keto-enoltautomerie). Deze reactie wordt vooral toegepast op terminale alkynen (dat wil zeggen een drievoudige binding aan het uiteinde van de keten), omdat de klassieke zuurgekatalyseerde additie van water hier minder efficiënt op werkt.[3]
- Het kwik(II)ion hoeft niet noodzakelijk in de vorm van kwik(II)acetaat te worden aangevoerd. Ook mogelijk is bijvoorbeeld kwik(II)trifluoracetaat, dat soms zelfs beter werkt.[1] Op alkynen wordt ook o.a. kwik(II)sulfaat of een ander kwik(II)zout gebruikt.